# ASDR Fatima
El Anges de Fatima es un equipo de fútbol de la República Centroafricana que juewga en el Campeonato de fútbol de la República Centroafricana, el torneo de fútbol más importante del país.

## Historia
Fue fundado en el año 1940 en la capital Banjul con el nombre Anges de Fatima, el cual ha ganado 5 campeonatos nacionales, y 10 torneos de copa.
A nivel internacional ha participado en 7 oportunidades, pero nunca ha avanzado más allá de la primera ronda.

## Palmarés
- Campeonato de fútbol de la República Centroafricana: 5

1974, 1978, 1983, 1988, 2005.
- Copa de la República Centroafricana: 10

1980, 1981, 1991, 1993, 1998, 2000, 2008, 2009, 2012, 2017.

## Participación en competiciones de la CAF
| Temporada | Torneo                            | Ronda      | Club              | Casa | Visita | Global      |
| --------- | --------------------------------- | ---------- | ----------------- | ---- | ------ | ----------- |
| 1975      | Copa Africana de Clubes Campeones | 1          | Al-Merrikh SC     | 3-0  | 0-2    | 3-21        |
| 1979      | Copa Africana de Clubes Campeones | 1          | Silures           | 1-1  | 1-1    | 2-2 (4-5 p) |
| 1984      | Copa Africana de Clubes Campeones | 1          | FC 105 Libreville | 1-5  | 1-3    | 2-8         |
| 1989      | Copa Africana de Clubes Campeones | Preliminar | CD Elá Nguema     | 4-0  | 0-1    | 4-1         |
| 1989      | Copa Africana de Clubes Campeones | 1          | Tonnerre Yaoundé  | 0-3  | 0-2    | 0-5         |
| 2001      | Liga de Campeones de la CAF       | Preliminar | Rayon Sport       | 1-0  | 0-1    | 1-1 (3-0 p) |
| 2001      | Liga de Campeones de la CAF       | 1          | TP Mazembe        | 0-1  | 0-1    | 0-2         |
| 2006      | Liga de Campeones de la CAF       | Preliminar | DC Motema Pembe   | 0-0  | 0-2    | 0-2         |
| 2010      | Copa Confederación de la CAF      | Preliminar | DC Motema Pembe   | 1-1  | 0-3    | 1-4         |
| 2013      | Copa Confederación de la CAF      | Preliminar | Dedebit           | 0-4  | 2-1    | 2-5         |
| 2018/19   | Copa Confederación de la CAF      | Preliminar | DC Motema Pembe   | 1-1  | 1-4    | 2-5         |

1- ASDR Fatima abandonó el partido cuando iban perdiendo 0-2 como protesta por el arbitraje. ASDR Fatima fue expulsado del torneo.